# Schloss Kulla Gunnarstorps

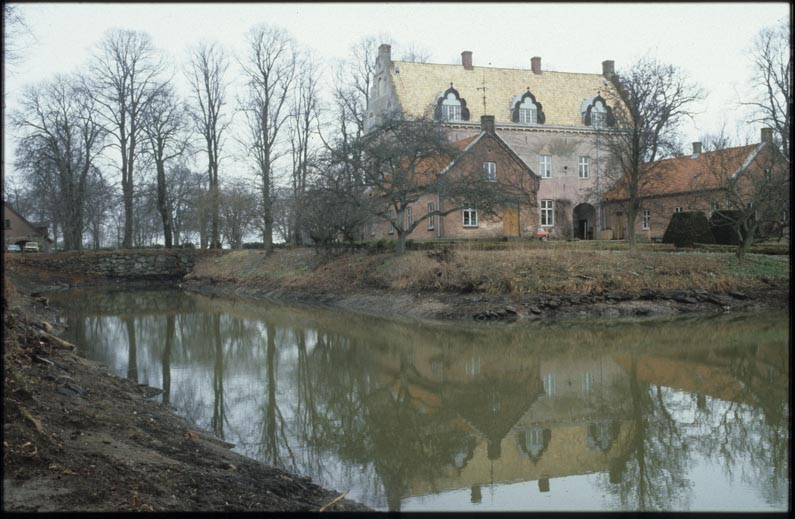
Burg Kulla Gunnarstorp, das spätmittelalterliche Gebäude mit einem Wassergraben.

Schloss Kulla Gunnarstorp (vor 1658 dänisch: Schloss Gundestrup im Kulden) ist ein Schloss aus dem 16. Jahrhundert im ehemaligen Luggude herred bei Helsingborg im ehemals dänischen Schonen, seit 1679 endgültig zu Schweden.

## Geschichte
Der Hof Gundestrup gehörte Ende des 15. Jahrhunderts der Familie Parsberg. Er ging 1580 nach der Heirat Jørgen Ottesen Brahed mit Ingeborg Nielsdatter Parsberg an ihn über. Er baute die Burg, die noch heute existiert und sich ca. 200 Meter östlich vom Schloss befindet und von einem breiten Wassergraben umgeben ist. Seitdem heißt es auf Schwedisch Kulla Gunnarstorp.
Am 31. Mai 1623 wurde der spätere Vizekanzler Holger Jørgensen Vind auf Schloss Kulla Gunnarstorp als Sohn von Jørgen Vind und seiner Frau Ingeborg Holgersdatter Ulfstand geboren.
Im Jahr 1861 wurde Kulla Gunnarstorp von Baltzar von Platen (1804–1875) geerbt, der das neue Schloss errichten ließ. Nach seinem Tod erbte seine Tochter Elisabeth von Platen, verheiratet mit Axel Wachtmeister in Vanås, das Anwesen. Anschließend gehörte das Anwesen der Familie Wachtmeister, bis der heutige Besitzer Gustav Trolle das Anwesen 1978 von seiner Mutter Charlotte, geborene Wachtmeister, erbte.
Direkt neben dem Schloss liegt der Vorort Helsingborg, Hittarp, und auch das historische Wahrzeichen Kulla Gunnarstorps Mühle.